# Еріка Вікман
Еріка Вікман (фін. Erika Vikman; нар. 20 лютого 1993, Тампере, Фінляндія) — фінська співачка й авторка пісень. Почала кар'єру як співачка у жанрі фінського танго. 2016 року отримала визнання після перемоги на фестивалі «Ярмарок танго». 2020 року привернула увагу в усьому світі після випуску синглу «Cicciolina», який потрапив до п'ятірки найкращих у Фінляндії. Наступного року вийшов її дебютний однойменний студійний альбом, який очолив фінські чарти. Представниця Фінляндії на пісенному конкурсі Євробачення 2025 з піснею «Ich komme».

## Молодість й освіта
Народилася 20 лютого 1993 року в Тампере. Росла в Лемпяалі та Порі. Мама також була співачкою у жанрі фінського танго та брала участь на фестивалі «Ярмарок танго». Сестра Єнніка — також співачка. Вікман почала співати у підліткові роки, і 2008 року перемогла серед дівчат на конкурсі юніорів з танго. 2010 року брала участь у змаганнях у Тампере.
2013 року закінчила школу у Тампере. Вступила до музичного коледжу, де опановувала попджазовий вокал.

## Кар'єра

### 2013—2019: Фінське танго та «Ярмарок танго» 2016 року
2013 року розпочала професійну кар'єру після того, як її обрали учасницею сьомого сезону фінської версії «Ідолів». Потрапила до фіналу з 12 учасників, але вибула 7 листопада 2013 року, посівши дев'яте місце. Повернулася 28 листопада, але знову вилетіла, зрештою посівши сьоме місце.
Після поразки у телепроєкті стала знана як співачка фінського танго. 2015 року брала участь на фестивалі «Ярмарок танго», де посіла друге місце. Наступного року перемогла. Вікман підписала контракт з Sony Music і 2017 року випустила свій перший сингл «Ettei mee elämä hukkaan». Пісня — її експеримент з електропоп музикою.

### З 2020 року: «Cicciolina», «Євробачення»
2020 року підписала контракт з фінською компанією Warner Music, і Yle підтвердив участь у національному відборі на «Євробачення». Брала участь з піснею «Cicciolina» про угорсько-італійську порноакторку Ілону Шталлер, яка виступала під псевдонімом Чиччоліна. Пройшла до фіналу, за результатами якого, посіла друге місце: вона отримала найбільше голосів від глядачів, але за вибором професійного журі — посіла третє місце. Попри друге місце, її пісня стала популярною у Фінляндії, і була у п'ятірці найкращих. Після успіху «Cicciolina» випустила новий сингл «Syntisten pöytä», який також потрапив у п'ятірку найкращих, а згодом став хітом номер один на радіо. 2020 року посіла третє місце в першому сезоні телешоу «Замаскований співак» у фінській версії.
У серпні 2021 року випустила дебютний студійний альбом «Erika Vikman». Альбом посів перше місце у Фінляндії. У травні 2022 року оголосили, що Вікман з'явиться у тринадцятому сезоні фінської версії «Найкращих співаків».
2025 року співачка взяла участь на Uuden Musiikin Kilpailu, фінському відборі на Євробачення де посіла перше місце.
У травні 2025 року Еріка Вікман представляла Фінляндію на пісенному конкурсі Євробачення 2025 з піснею «Ich Komme» та посіла 11 місце у фіналі.

## Особисте життя
У 2016—2020 роках перебувала у стосунках з фінським співаком Денні. Стосунки були суперечливими через різницю у віці, Денні був на 51 рік старший за Вікман. Вони жили разом у Кірконуммі.
У 2020 році здійснила камінг-аут як бісексуалка.

## Дискографія

### Альбоми
| Назва        | Деталі альбому                                                                                             | Найвища позиція |
| Назва        | Деталі альбому                                                                                             | FIN             |
| ------------ | --- | --------------- |
| Erika Vikman | - Випущено: 20 серпня 2021 - Лейбл: Warner Music Finland, Mökkitie Records - Формати: цифрове завантаження | 1               |

### Сингли
| Назва                                  | Рік  | Найвища позиція | Альбом               |
| Назва                                  | Рік  | FIN             | Альбом               |
| -------------------------------------- | ---- | --------------- | -------------------- |
| «Etkö uskalla mua rakastaa»            | 2015 | —               | Non-album singles    |
| «Ettei mee elämä hukkaan»              | 2017 | —               | Non-album singles    |
| «Säännöt»                              | 2017 | —               | Non-album singles    |
| «Jos osaisin sanoa ei»                 | 2017 | —               | Non-album singles    |
| «Cicciolina»                           | 2020 | 5               | Erika Vikman         |
| «Syntisten pöytä»                      | 2020 | 3               | Erika Vikman         |
| «Häpeä»                                | 2021 | 15              | Erika Vikman         |
| «Tääl on niin kuuma» (з Артту Віскарі) | 2021 | 6               | Erika Vikman         |
| «Huonoja ideoita» (з Артту Віскарі)    | 2021 | 12              | Сингли поза альбомом |
| «Elizabeth Taylor»                     | 2023 | 46              | Сингли поза альбомом |
| «Ruoska» (з Käärijä)                   | 2024 | 1               | Сингли поза альбомом |
| «Aivan sama» (з Janna and F)           | 2024 | 42              | Сингли поза альбомом |
| «Myynnissä»                            | 2024 | 34              | Сингли поза альбомом |
| «Ich komme»                            | 2025 | 2               | Сингли поза альбомом |